# Silvan Schwegler
Silvan Schwegler (* 4. September 2003 in Zofingen) ist ein Schweizer Fussballspieler, der aktuell beim FC Aarau unter Vertrag steht und an den SC Kriens in der Promotion League ausgeliehen ist.

## Karriere

### Verein
Schwegler begann seine fussballerische Ausbildung beim FC Oftringen. Bis 2020 spielte er in den Jugendteams des FC Aarau. 2018/19 kam er bereits im Alter von 15 Jahren zu einem Einsatz im U18-Team. 2019/20 spielte er bereits in 15 U18-Spielen für das Team Aargau. Am 24. Juli 2020 (34. Spieltag) kam er zu seinem ersten und einzigen Saisoneinsatz für die Profis in der Challenge League, der zweithöchsten Schweizer Liga, als er gegen den FC Wil für eine halbe Stunde auf dem Platz stand. In der Saison 2020/21 kam er bereits zu 17 Saisoneinsätzen in der Liga bei 36 möglichen Ligaspielen, war jedoch auch noch teilweise für die U18-Junioren aktiv.
In der nächsten Saison waren es 23 von 36 möglichen Ligaspielen und zwei Pokalspiele. In der Saison 2022/23 bestritt er 17 von 36 möglichen Ligaspielen und wiederum zwei Pokalspiele, in denen er in dieser Saison zwei Tore schoss. Es folgte die Saison 2023/24, in der er bei 33 der 36 möglichen Ligaspiele eingesetzt wurde, bei denen er zwei Tore schoss, sowie erneut zwei Pokalspiele.
In der Saison 2024/25 wurde er bei drei der ersten sechs Ligaspiele eingesetzt. Mitte September 2024 wurde er für den Rest der Saison an den SC Kriens in der Promotion League, der dritthöchsten Schweizer Liga, ausgeliehen.

### Nationalmannschaft
Schwegler spielte 2021 insgesamt acht Mal für die Schweizer U19-Nationalmannschaft. Im Jahr 2022 lief er drei Mal für die U20-Auswahl auf, 2023 schloss sich noch ein Einsatz in der U21-Nationalmannschaft an.